# Andy Letcher
Andy Letcher (* 1968 Devon) je anglický spisovatel non-fiction literatury, který se zabývá především pohanstvím a folklórem, ale také psychedeliky a jejich vlivem na kulturu. Mezi jeho nejvýznamnější díla patří například kniha Shroom: A Cultural History of the Magic Mushroom. Tato ojedinělá kniha, zabývající se psychedeliky a jejich kulturně-historickými aspekty, v češtině vyšla pod názvem Magické houbičky v nakladatelství Volvox Globator v edici Muchomůrky bílé. Jeho další významná kniha The English Magic Tarot na svůj překlad do češtiny zatím čeká. Je spoluautorem výborně hodnoceného tilulu The Handbook of Contemporary Animism, která se zabývá animismem v historii a současné kultuře.

## Život
Po krátkém studiu fyziky a astronomie vystudoval Andy Letcher ekologii na Sheffieldské univerzitě a poté získal doktorát z ekologie na Oxfordu. V 90. letech získal doktorát v oboru Náboženská studia na King Alfred's College ve Winchesteru. Zvláště se zajímá o spletitý a někdy klikatý vztah mezi vědou a spiritualitou a o tzv. dark green religion (tmavozelené náboženství). Napsal např. příspěvky týkající se šíření savců napříč kontinenty, ale také víl, mysticismu a psychedelické spirituality. Ve svých dalších odborných článcích se zabývá pohanstvím ve spojitosti s dnešní ekologií.
Andy Letcher se kromě ekologie, spirituality a antropologie věnuje také hudbě, hraje na dudy a lyru. Je frontmanem temně folkové skupiny Telling the Bees. V překladu název kapely znamená "vyprávění včelám", což odkazuje na starý zvyk, který se v dřívějších dobách dodržoval v Anglii. Včelám v domácnosti lidé chodili vyprávět o důležitých událostech jako svatby, úmrtí, křtiny, delší cesty apod. Věřili, že kdyby tak neučinili, mohlo by to vést k úbytku medu v úlech, odstěhování včel či různým neštěstím.